# North Royalton
North Royalton – miasto w Stanach Zjednoczonych,  w północnej części stanu Ohio, około 20 km na południe Cleveland.
Liczba mieszkańców w 2000 roku wynosiła 28 648.